# 民間機
民間機（みんかんき）とは、私用や商用の目的で運航されている非軍事的な航空機を指す。民間企業や個人で運用される航空機だけでなく、公的機関（警察機関や国境警備隊等も含めて）が気象観測や救難や犯罪捜査や囚人輸送等で運用する航空機も、軍事組織で運用されるもの以外は全て含まれる。商用のものは旅客機と貨物機の2つに分けられる。また民間機は定期便および一般航空（個人・商用を問わず定期便以外の大小あらゆる飛行）に二分される。
民間機の多くは、民間機専門の国際機関である国際民間航空機関（ICAO）を通して、民間機の標準を確立している。民間機は各国の機関に登録され、登録記号が付与される。

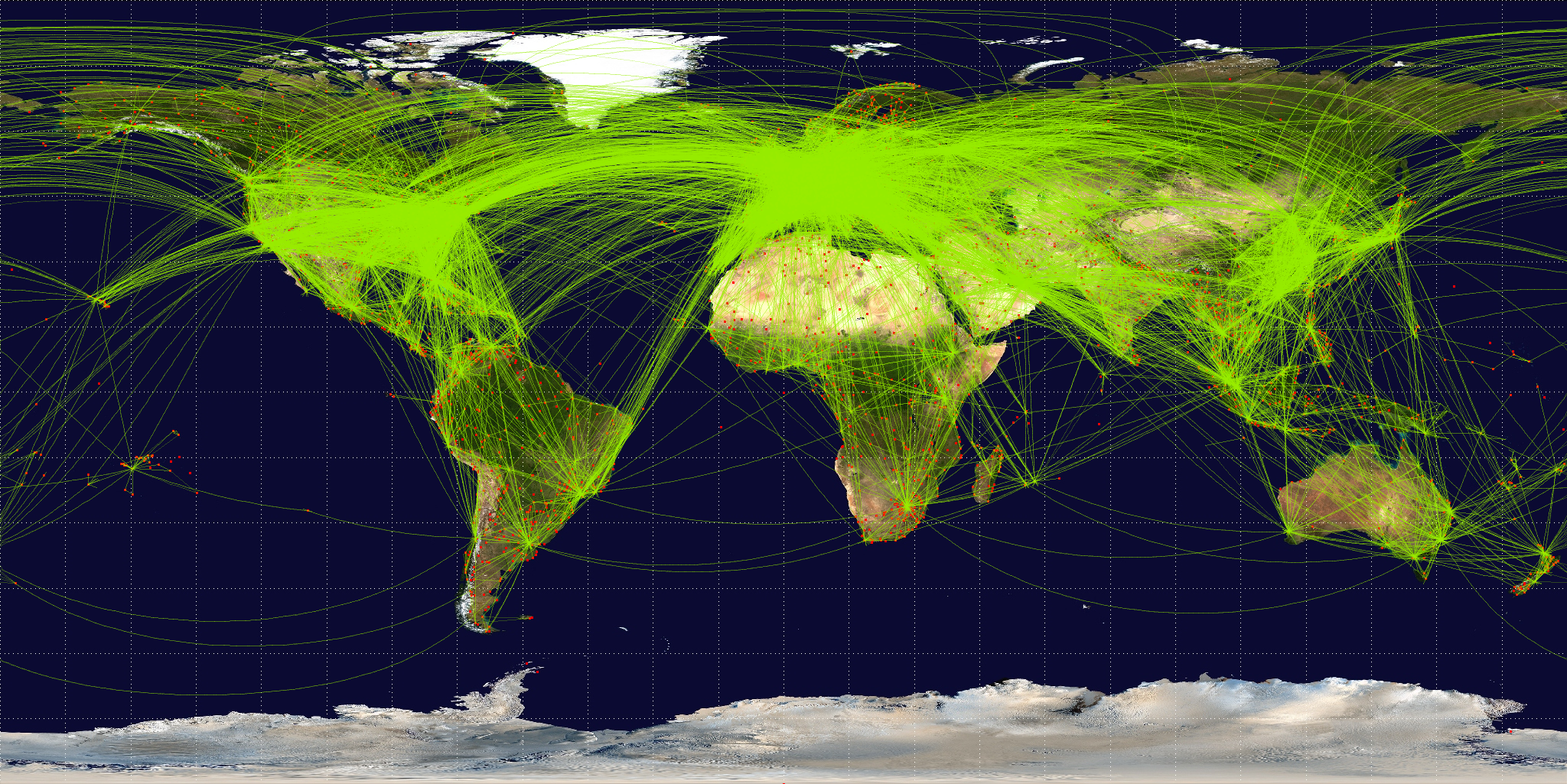
2009年

## シカゴ条約
民間機のための規則として、シカゴ条約（正式名称：国際民間航空条約）がある。1944年11月に、アメリカのシカゴで確立され、この条約で以下のことが決められた。現在は、188の国や地域が加盟している。日本は、1953年に加盟した。
- 運航乗務員 - 免許証の作成を必要とし、運航の基本技術を身に付けておくこと。
- 飛行と操縦 - 飛行のためのオペレータを必要とすること。
- 耐空性 - 登録の証明と耐空性の証明を必要とする。また、民間機の安全を監督する。
- 空港 - 最小限の空港設備を整える。
- 航空交通管理 - 国の領空の航空ネットワークを管理すること。

## 民間機の製造
現在の代表的な民間機製造メーカーは、100席を超えるジェット機では、アメリカのボーイングとヨーロッパのエアバスである。両社は、旅客機を中心に民間機を製造している。過去にはマクドネル・ダグラスやロッキードも代表的な民間機製造メーカーであった。一方、貨物機は、旅客機の貨物バージョン（派生型）として開発されることが多い。
70席前後のジェット機やターボプロップ機では、カナダのボンバルディアとブラジルのエンブラエルがシェアを占めている。
小型機メーカーとしてはセスナやビーチクラフト等が代表的である。

## 民間機の市場
近年、新興国の経済成長に伴い、航空需要が世界的に伸びつつあり、航空機の需要が増えつつある。これらの需要を取り込むためにエアバスA320neo、ボーイング737MAX、エアバスA350 XWB、ボーイング787、イルクート MS-21等の新型機が続々と投入されつつある。
ロシアの統一航空機製造会社によればワイドボディ機の需要は2033年以降、およそ7000機の旅客機を含む8000機に達する見込みとされる。アジア太平洋市場での長期的な需要の半分以上はワイドボディ機でおよそ4000機が見込まれる。
中国の民間航空は今後20年間で6450機を越える見込みで中国の国内線よりも国際線の方が成長が早いとボーイング社は2013年9月6日に述べた。中国では5580機の新しい航空機を総額$7800億ドルで購入が見込まれる。2013年以降中国では1440機のワイドボディ機の需要ができる見込み。最も成長の著しい北京、上海等の主要都市間の路線では空港の発着容量が限界に近づきつつあり、ワイドボディ機の使用が必須になりつつある。
エアバスは2013年の北京国際航空展覧会の会期中に中国の航空会社向けの軽量版のA330-300の現地生産計画を発表した。中国は航空機製造会社にとって最重要の市場になりつつある。標準的な現在のA330では300席だが2015年に就航予定の中国市場向けのA330は400から440席になる予定。

## 代表的な民間機
- ロッキード コンステレーション - レシプロエンジンの大型旅客機として、当時としては最速の旅客機であった。
- デハビランド・コメット - 世界初のジェット旅客機。
- ボーイング707 - ジェット旅客機。大型ジェット旅客機の初代。
- ボーイング737 - 最もヒットしているジェット旅客機で、生産数は2019年現在1万機を超える。
- ボーイング747 - 完成時は、世界最大の大きさを誇った。
- エアバスA380 - 2022年現在、もっとも巨大なジェット旅客機。
- エアバスベルーガ - 製造中のエアバス製航空機の構体を輸送するために、巨大な貨物室を持つ貨物専用機。
- An-225 - 2022年2月時点で、貨物専用機としては世界最大の重量を誇っていた。